# Cypsiurus parvus

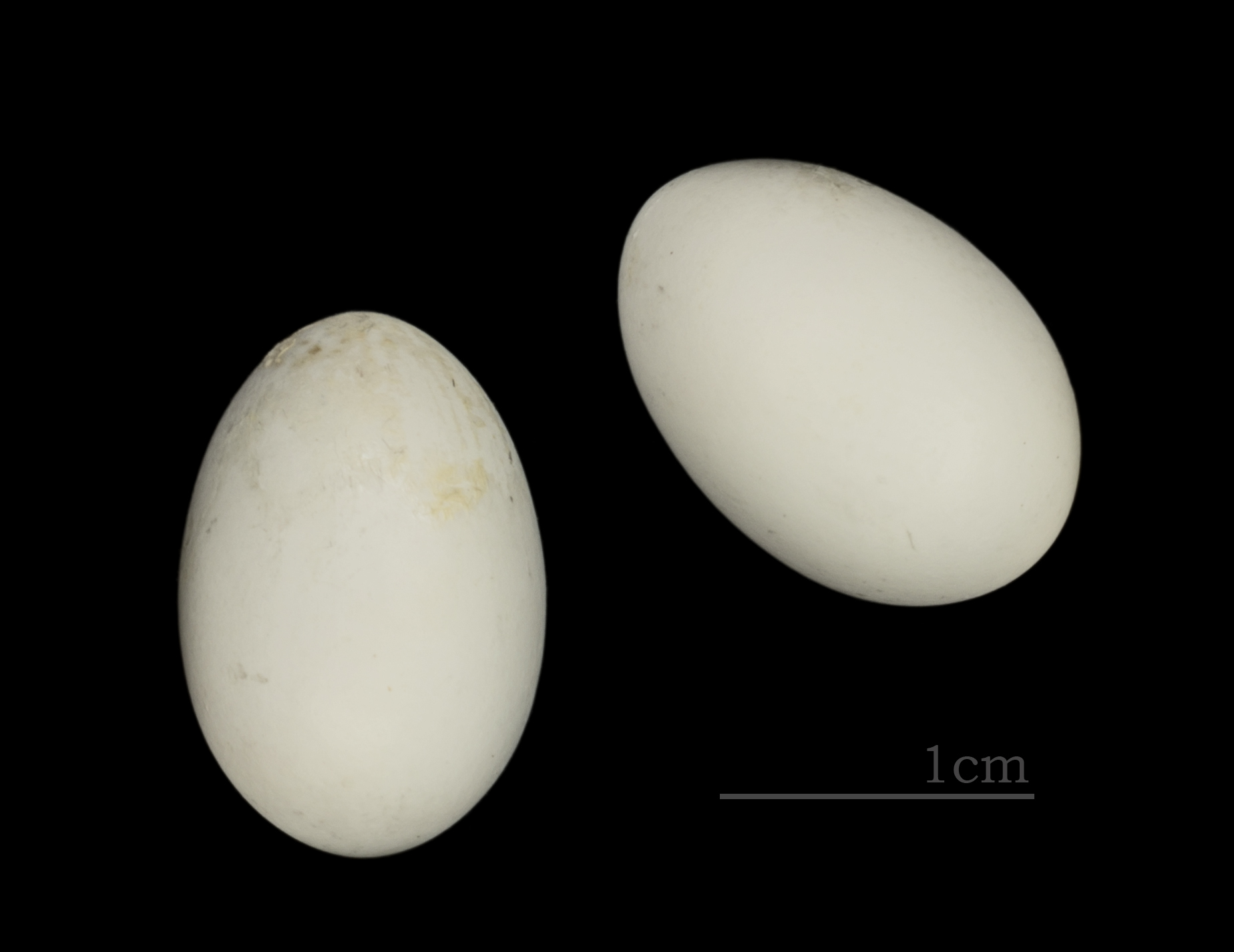
Huevos de Cypsiurus parvus

El vencejo palmero africano, también vencejo africano o vencejo africano de las palmeras  (Cypsiurus parvus) es una especie muy similar a la asiática Cypsiurus balasiensis, que se consideraba antes que eran la misma especie.
Es criador residente en las zonas tropicales de África. El nido de plumón y pluma está pegado a la parte inferior de una hoja de palmera con la saliva, que también utiliza para asegurar los dos huevos de la puesta. Es un pájaro de rápido vuelo  que se asocia fuertemente con la palma aceitera.
Esta especie alcanza un tamaño de 16 cm de largo y es principalmente de color marrón pálido. Tiene largas alas en forma de flecha que se asemejan a una media luna o un boomerang. El cuerpo es delgado, y la cola es larga y bifurcada profundamente, aunque por lo general se mantiene cerrada. La llamada es un fuerte grito, estridente.
Los sexos son similares, y las aves jóvenes difieren principalmente en sus colas más cortas. El vencejo palmero africano tienen las patas muy cortas que las utiliza sólo para aferrarse a las superficies verticales, ya que nunca estos vencejos se establecen voluntariamente en el suelo.
Los vencejos pasan la mayor parte de su vida en el aire, y viven en los insectos que captura con sus picos. El vencejo palmero africano a menudo se alimenta cerca de la tierra y bebe en vuelo.

## Subespecies
Se reconocen las siguientes subespecies:
- Cypsiurus parvus brachypterus (Reichenow, 1903)
- Cypsiurus parvus celer Clancey, 1983
- Cypsiurus parvus gracilis (Sharpe, 1871)
- Cypsiurus parvus griveaudi Benson, 1960
- Cypsiurus parvus hyphaenes Brooke, 1972
- Cypsiurus parvus laemostigma (Reichenow, 1905)
- Cypsiurus parvus myochrous (Reichenow, 1886)
- Cypsiurus parvus parvus (Lichtenstein, 1823)